# Neoreul saranghan sigan
Neoreul saranghan sigan (hangeul: 너를 사랑한 시간, lett. Il periodo in cui ti ho amato; titolo internazionale The Time We Were Not in Love) è un drama coreano trasmesso su SBS dal 27 giugno al 16 agosto 2015, remake del drama taiwanese del 2011 Wo keneng bu hui ai ni.

## Trama
Oh Ha-na e Choi Won hanno trentaquattro anni e sono amici dai tempi del liceo. Negli ultimi diciassette anni hanno fatto parte di ogni evento delle reciproche vite, ma, a causa di un tempismo sbagliato, non hanno mai cominciato una relazione romantica.

## Personaggi
- Oh Ha-na, interpretata da Ha Ji-won
- Choi Won, interpretato da Lee Jin-wook
- Cha Seo-hoo, interpretato da Yoon Kyun-sang
- Lee So-eun, interpretata da Choo Soo-hyun

### Personaggi secondari
- Oh Jung-geun, interpretato da Shin Jung-geun
- Kim Soo-mi, interpretata da Seo Ju-hee
- Oh Dae-bok, interpretato da Lee Joo-seung
- Choi Mi-hyang, interpretata da Jin Kyung
- Kang Na-young, interpretata da Kang Rae-yeon
- Madre di Choi Won, interpretata da Jang Hee-soo
- Joo Ho-joon, interpretata da Choi Jung-won
- Byun Woo-sik, interpretato da Woo Hyun
- Song Min-gook, interpretato da Lee Dong-jin
- Bong Woo-jin, interpretato da Jang Sung-won
- Jang Dong-gun, interpretato da Seo Dong-gun
- Hwang Bit-na, interpretata da Hong In-young
- Yoon Min-ji, interpretata da Ko Won-hee
- Hong Eun-jung, interpretata da Woohee

## Ascolti
| Episodio | Data di trasmissione | Dati TNMS           | Dati TNMS                  | Dati AGB            | Dati AGB                   |
| Episodio | Data di trasmissione | A livello nazionale | Area metropolitana di Seul | A livello nazionale | Area metropolitana di Seul |
| -------- | -------------------- | ------------------- | -------------------------- | ------------------- | -------------------------- |
| 1        | 27 giugno 2015       | 6,5%                | 8,6%                       | 6,7%                | 7,6%                       |
| 2        | 28 giugno 2015       | 6,1%                | 7,3%                       | 6,6%                | 7,2%                       |
| 3        | 4 luglio 2015        | 6,2℅                | 7,4%                       | 6,7%                | 7,3%                       |
| 4        | 5 luglio 2015        | 5,8%                | 7,0%                       | 7,1%                | 7,9%                       |
| 5        | 11 luglio 2015       | 7,3%                | 9,4%                       | 7,1%                | 7,5%                       |
| 6        | 12 luglio 2015       | 5,8%                | 7,6%                       | 7,0%                | 7,6%                       |
| 7        | 18 luglio 2015       | 6,8%                | 8,9%                       | 5,4%                | 6,2%                       |
| 8        | 19 luglio 2015       | 6,1%                | 7,9%                       | 6,2%                | 7,4%                       |
| 9        | 25 luglio 2015       | 6,2%                | 7,8%                       | 6,6%                | 6,9%                       |
| 10       | 26 luglio 2015       | 5,3%                | 7,2%                       | 5,5%                | 6,4%                       |
| 11       | 1 agosto 2015        | 5,9℅                | 7,1℅                       | 5,9%                | 6,4%                       |
| 12       | 2 agosto 2015        | 5,0%                | 7,2%                       | 4,7%                | 6,6%                       |
| 13       | 8 agosto 2015        | 5,6%                | 6,5%                       | 5,7%                | 6,4%                       |
| 14       | 9 agosto 2015        | 5,6%                | 7,3%                       | 6,1%                | 6,6%                       |
| 15       | 15 agosto 2015       | 5,0%                | 6,7%                       | 6,2%                | 6,9%                       |
| 16       | 16 agosto 2015       | 5,6%                | 7,1℅                       | 6,4%                | 6,7%                       |
| Media    | Media                | 5,9℅                | 7,5%                       | 6,2℅                | 6,9%                       |

## Colonna sonora
1. The Time We Have Loved (우리가 사랑한 시간) – Kyuhyun
2. My Love Song (내 사랑의 노래) – Rooftop Moonlight
3. The Time I've Loved You (너를 사랑한 시간) – Jung Seung-hwan
4. Heart-stirring (마음이 가네) – Every Single Day
5. Why Am I Like This (왜 이럴까) – Suzy

## Riconoscimenti
| Anno | Premio           | Categoria                                     | Ricevente                | Risultato       |
| ---- | ---------------- | --------------------------------------------- | ------------------------ | --------------- |
| 2015 | SBS Drama Awards | New Star Award                                | Yoon Kyun-sang           | Vincitore/trice |
| 2015 | SBS Drama Awards | Best Couple Award                             | Lee Jin-wook e Ha Ji-won | Candidato/a     |
| 2015 | SBS Drama Awards | Netizen Popularity Award                      | Ha Ji-won                | Candidato/a     |
| 2015 | SBS Drama Awards | Netizen Popularity Award                      | Lee Jin-wook             | Candidato/a     |
| 2015 | SBS Drama Awards | Top Excellence Award, Actor in a Miniseries   | Lee Jin-wook             | Candidato/a     |
| 2015 | SBS Drama Awards | Top Excellence Award, Actress in a Miniseries | Ha Ji-won                | Candidato/a     |

## Distribuzioni internazionali
| Paese     | Canale/i                   | Prima TV                       | Titolo adottato              |
| --------- | -------------------------- | ------------------------------ | ---------------------------- |
| Taiwan    | Star Chinese Channel       | 7 dicembre 2015-8 gennaio 2016 | 愛你的時間                   |
| Taiwan    | Star Entertainment Channel | 8 marzo-11 aprile 2016         | 愛你的時間                   |
| Taiwan    | Fox Taiwan                 | 21 marzo-22 aprile 2016        | 愛你的時間                   |
| Singapore | ViuTV                      | 23 maggio-21 giugno 2016       | 愛你的時間，7000天           |
| Singapore | NowTV                      | 6-23 dicembre 2016             | 愛你的時間，7000天           |
| Singapore | SONY ONE                   | 2015                           | The Time We Were Not in Love |
| Israele   | Viva                       | 2016                           | ?                            |
| Francia   | Gong                       | 2016                           | ?                            |
| Filippine | ABS-CBN                    | 24 luglio-17 agosto 2018       | My Time with You             |